# Twelve Deadly Cyns... and Then Some (álbum)
Twelve Deadly Cyns... and Then Some es el primer álbum recopilatorio de la cantante estadounidense Cyndi Lauper, publicado el 18 de julio de 1994 por la compañía discográfica Epic Records. La producción estuvo a cargo de Lauper, junto con Rick Chertoff, William Wittman, Jimmy Bralower, Lennie Petze y Junior Vasquez. Este recopilatorio incluye canciones de sus cuatro primeros trabajos: She's So Unusual (1983), True Colors (1986), A Night to Remember (1989) y Hat Full of Stars (1993). También presenta nuevas versiones de canciones anteriores, como «Girls Just Want to Have Fun» (1983) y «I'm Gonna Be Strong» (1980), grabada originalmente con su banda Blue Angel.
Tras su publicación, el álbum recibió reseñas positivas por parte de la prensa, que lo consideró una retrospectiva muy eficaz para recordar el apogeo de Lauper. Desde el punto de vista comercial, Twelve Deadly Cyns... and Then Some tuvo un desempeño favorable, pues alcanzó los diez primeros lugares en varios países; entre ellos Irlanda, Nueva Zelanda, Sudáfrica, Suiza, Japón, Reino Unido y la European Top 100 Albums. En los Estados Unidos logró el puesto número 81 en el Billboard 200 y recibió un disco de oro por la Recording Industry Association of America (RIAA). En total, ha vendido más de cuatro millones de copias en el mundo.
Como parte de la promoción del recopilatorio, se lanzó un videoálbum del mismo nombre en formato DVD, acompañado de la publicación de tres sencillos nuevos. El primero de ellos, «Hey Now», ingresó entre los diez primeros lugares en Dinamarca, Francia, Irlanda, Japón, Nueva Zelanda, Escocia y Reino Unido. El segundo sencillo, «I'm Gonna Be Strong», se ubicó en el top 40 de Escocia y el Reino Unido. Finalmente, el tercer y último, «Come On Home», también ingresó entre los cuarenta primeros lugares de los mismos países que el anterior, además de ocupar el decimoprimer puesto en el conteo Dance Club Songs de Billboard. La promoción del material continuó con la gira mundial Twelve Deadly Cyns World Tour, que se llevó a cabo entre 1994 y 1995. 

## Antecedentes y composición
| Antes de realizar Hat Full Of Stars (...) la compañía discográfica quería obtener “lo mejor de". Incluso llegamos a trabajar en ello, pero el resultado no me satisfizo. Deseaba un registro de mi trabajo desde el principio, para que la gente entendiera quién soy como cantante". —Lauper en una entrevista para Billboard. |

Twelve Deadly Cyns... and Then Some contiene catorce sencillos en su edición estadounidense y diecisiete en la japonesa, extraídos de sus cuatro primeros álbumes: She's So Unusual (1983), True Colors (1986),  A Night to Remember (1989) y Hat Full of Stars (1993). Cabe señalar que, en ninguna de las dos ediciones, se incluyeron los temas «The Goonies 'R' Good Enough» (1985) ni «When You Were Mine» (1985).
El recopilatorio, descrito como una «antología», presenta tres temas nuevos: «Hey Now», «I'm Gonna Be Strong» y «Come On Home». Los dos primeros fueron producidos por Jimmy Bralower y William Wittmann, mientras que el último contó con la producción de ambos. «Hey Now» es una versión de su éxito «Girls Just Want to Have Fun» (1983), conservando intacta la letra de la versión original, pero esta vez potenciada por una «enérgica» interpretación vocal. David Massey, exvicepresidente de Artists and repertoire (A&R), comentó que la introducción de «Hey Now» está inspirada en la canción «Come and Get Your Love» (1971) de la banda estadounidense Redbone. Además, presenta un toque «alegre» de reggae que resulta especialmente «divertido» en el solo de guitarra  en el puente de la canción. La idea de reelaborar el tema surgió de manera «natural» durante la gira Hat Full of Stars Tour. Por su parte, «I'm Gonna Be Strong» se grabó originalmente para el álbum debut de Blue Angel, en 1980. Lauper mencionó que quería incluirla dentro del recopilatorio porque refleja una gran parte de su vida. Este tema es considerado una balada «dramática», que se distingue por la ausencia de un coro, ya que en lugar de seguir una estructura convencional; «crece y crece», añadiendo «capa tras capa de dolor y dolor» hasta alcanzar un clímax «desgarrador», mientras la «majestuosa» voz de Lauper se vuelve más «fuerte, insistente» y alta». Finalmente, «Come On Home», la única canción completamente «nueva» del recopilatorio, también presenta influencias del reggae. Presenta una «escasa» instrumentación, compuesta únicamente por piano, cuerdas y una percusión «sutil», lo que permite que la voz de Lauper ocupe el «centro del escenario» y transmita toda «profundidad emocional» de la letra. En este tema se narra la historia de una mujer que anhela el regreso de un ser querido que ha estado lejos durante demasiado tiempo.

## Recepción

### Crítica
Tras su publicación, Twelve Deadly Cyns... and Then Some recibió reseñas positivas por parte de la prensa. Stephen Thomas Erlewine del sitio web AllMusic, le dio una calificación de cuatro estrellas de cinco, aunque señaló que «el álbum está bien, a excepción de la balada "True Colors" y la dulce "Change of Heart"». Además, aseguró que «sus mejores canciones y más grandes éxitos estaban en She's So Unusual (1983)», al que describió como «un álbum más consistente y entretenido». Paul Verna, de la revista Billboard, afirmó que «Cyndi Lauper está disfrutando de un merecido renacimiento en su carrera, gracias al éxito del recopilatorio». Asimismo, destacó las nuevas pistas, «Hey Now» y «I'm Gonna Be Strong». Steve Baltin, de Cash Box, aseveró que la alegría de este disco radica en los «placeres culpables» de sus mayores éxitos «Girls Just Want to Have Fun» y «Time After Time». Sin embargo, esto no significa que «She Bop» y «I Drove All Night» sean menos placenteros de escuchar. Finalmente, Baltin reconoció que «esta retrospectiva de 12 canciones es muy eficaz para recordar el apogeo de Lauper». Chuck Eddy, periodista de Entertainment Weekly, afirmó que «hay cinco canciones enérgicas de She's So Unusual en Twelve Deadly Cyns... and Then Some», mientras que «el resto suena como una chica que ni es inusual, ni se divierte». Robert Christgau le otorgó una «C» y señaló que «las estadísticas son brutales». También observó que, si se alinearan «las seis mejores pistas de esta retrospectiva de diez años y se incluyera "When You Were Mine", la cifra habría aumentado a siete. Finalmente, comentó: (...) Tal vez estaba tan interesada en la diversión porque supuso que sería un infierno de ahí en adelante.

### Comercial
En los Estados Unidos, Twelve Deadly Cyns... and Then Some debutó en el centésimo primer lugar de la lista Billboard 200 en la edición del 5 de agosto de 1995, y dos semanas después alcanzó su posición más alta, en el número 81. En febrero de 1997, la Recording Industry Association of America (RIAA) lo certificó con un disco de oro por la venta de 500 000 copias en el país. Para 2003, el sistema de información Nielsen SoundScan contabilizó otros 65 000 ejemplares adicionales. En Brasil, a pesar de no haber ingresado en el conteo oficial, el entonces organismo certificador de este país, la Associação Brasileira dos Produtores de Discos (ABPD), le otorgó un disco de oro tras la venta de 100 000 unidades.
En Australia, Twelve Deadly Cyns... and Then Some hizo su debut en la cuadragésima séptima posición del conteo oficial ARIA Charts el 23 de octubre de 1994, y estuvo presente en total cuatro semanas. La Australian Recording Industry Association (ARIA) lo certificó con un disco de oro por la distribución de 35 000 copias. En Nueva Zelanda, ingresó en la octava casilla de la lista NZ Top 40 Chart el 18 de septiembre y, una semana después, alcanzó el sexto lugar. Permaneció un total de once semanas en la lista, cuatro de ellas dentro de los diez primeros. Además, obtuvo un disco de oro por parte de la Recording Industry Association of New Zealand (RIANZ) tras distribuir 7 500 unidades.

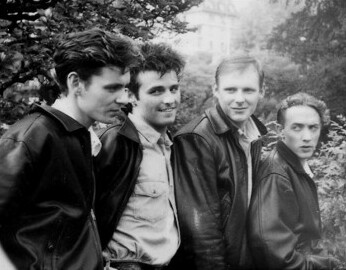
End of Part One: Their Greatest Hits (1993) de la banda escocesa Wet Wet Wet (imagen) impidió que Twelve Deadly Cyns... and Then Some alcanzara la primera posición en la lista UK Albums Chart

En Japón, este álbum marcó el tercer trabajo de Lauper en alcanzar un lugar entre los diez primeros lugares del conteo elaborado por la empresa Oricon, después de She’s So Unusual (1983), True Colors (1986) y A Night to Remember (1989), al alcanzar el noveno puesto. En 1996, la Recording Industry Association of Japan (RIAJ) le concedió tres placas de platino tras la venta de 750 000 copias. Por otra parte, en Sudáfrica, el álbum alcanzó el tercer puesto y recibió un disco de oro de la Recording Industry of South Africa (RISA) al vender 25 000 álbumes en el país.
En el Reino Unido, el álbum ingresó al segundo lugar del UK Albums Chart el 27 de agosto de 1994, quedando solo solo por debajo de End of Part One: Their Greatest Hits (1993) de la banda escocesa Wet Wet Wet. En septiembre de 1994, la Industria Fonográfica Británica (BPI por sus siglas en inglés) le otorgó dos discos de platino; para marzo de 1995, la cifra había aumentado a 900 000 copias, según reportó Billboard, lo que indicaba que el álbum había vendido aún más. En otros mercados europeos, alcanzó la sexta posición en Irlanda, la séptima en Suiza, la octava en Dinamarca, la decimosegunda en Alemania, la decimoquinta en Francia, la decimoséptima en Finlandia y la decimoctava en Austria. En Austria y Francia, el recopilatorio fue certificado con uno y dos discos de oro, respectivamente, por las organizaciones Syndicat National de l'Édition Phonographique (SNEP) y Federación Internacional de la Industria Fonográfica (IFPI) de Suiza, representando 200 000 y 25 000 unidades, respectivamente. En la European Top 100 Albums de Music & Media, el recopilatorio debutó y alcanzó la octava posición el 15 de octubre de 1994, manteniéndose entre los diez primeros puestos en las dos ediciones siguientes de la revista. A nivel mundial, ha vendido un total de cuatro millones de copias.

## Lanzamiento y promoción

### Comercial de televisión y DVD
Twelve Deadly Cyns... and Then Some salió a la venta en los Estados Unidos el 18 de julio de 1994 a través de Epic Records. La promoción del recopilatorio fue variada. En cuanto a sus apariciones en programas de televisión, como Late Show with David Letterman, se llevaron a cabo con el propósito de «ayudar a Lauper a reconectarse con su base de fanáticos». Epic Records también inició una campaña de anuncios clasificados en los principales mercados metropolitanos, destacando un número «800» que ofrece a los que llaman un «adelanto» del álbum junto con los recuerdos de Lauper sobre sus grandes éxitos. Además se trasmitió un comercial de televisión, sobre el cual, la gerente de producto, Heidi Brown Lewis, señaló que utiliza la «llamativa» imagen que aparece en la portada del disco, donde el cabello amarillo, los ojos «dramáticamente» maquillados y el bombín rojo «brillante» crean una imagen inmediatamente «memorable».
Por último, el 18 de julio se lanzó al mercado un videoálbum que recopila doce de sus vídeos musicales, además de entrevistas grabadas en Coney Island. En su evaluación del DVD, JT Griffith de AllMusic redactó:

Este DVD (...) Recopila doce de sus mejores videos musicales y los sitúa en el contexto de la visita de Lauper a Coney Island, mientras habla sobre la importancia de la música en su vida. (...) MTV y los críticos parecen haber olvidado lo valioso que era el arte musical de Lauper. Twelve Deadly Cyns evidencia que ella fue, de hecho, una de las creadores de videos más importantes de los años 80. (...) Este recopilatorio argumenta que musicalmente había más en ella de lo que la gente creía.

### Sencillos

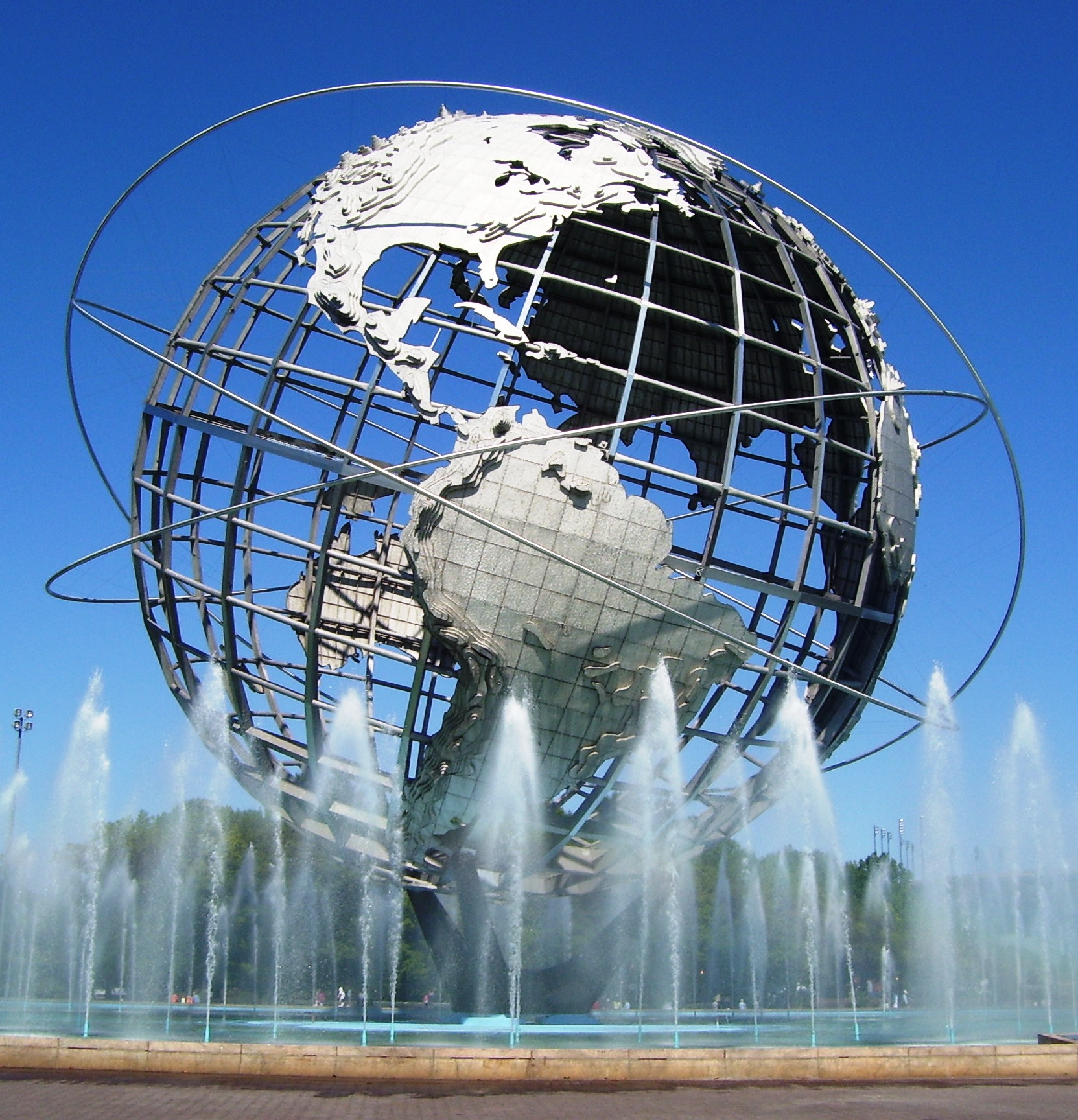
El monumento Unisphere, ubicado en Nueva York, sirvió como escenario para la filmación del videoclip de «Hey Now».

«Hey Now» se publicó como el sencillo principal de Twelve Deadly Cyns... and Then Some el 5 de septiembre de 1994. Recibió comentarios positivos de la crítica, que destacó su melodía y la «excelente» voz de Lauper. Desde el punto de vista comercial, alcanzó los diez primeros lugares en países como Dinamarca, Francia, Irlanda, Japón, Nueva Zelanda, Escocia y Reino Unido; donde fue certificado con un disco de oro por la Industria Fonográfica Británica (BPI por sus siglas en inglés) al vender más de 200 000 copias en ese país. En Estados Unidos, alcanzó el puesto 87 en el Billboard Hot 100. El video musical, dirigido por Lauper, la muestra bailando y divirtiéndose junto a varias drag queens en Unisphere.
Se lanzó «I'm Gonna Be Strong» como segundo sencillo el 10 de octubre de 1994. Al igual que su antecesor, este tema recibió elogios de la crítica. Sin embargo, su recepción comercial fue algo menor, ya que solo alcanzó posiciones dentro de los cuarenta primeros lugares en Escocia y Reino Unido. Lauper dirigió el videoclip con el apoyo del director de fotografía, László Kovács, y la productora ejecutiva, Beth LaMure. La filmación se llevó a cabo en la ciudad de Nueva York.
El tercer y último sencillo, «Come On Home», al igual que su antecesor, ingresó en el top 40 de las listas escocesa y británica. Además, alcanzó el decimoquinto puesto en el conteo estadounidense Dance Club Songs de Billboard en la edición del 27 de enero de 1996. En su reseña, Music Week comparó su estilo con el del grupo inglés UB40 y afirmó que sonaba «amigable» y «exitoso» en la radio.

### Gira
La promoción del recopilatorio continuó con la gira Twelve Deadly Cyns World Tour, la cual permitió a la cantante visitar diversas ciudades de América Latina, Europa y Asia durante tres, a partir de 1994 hasta principios del año siguiente. En una declaración al periódico brasileño Folha de S. Paulo, la cantante afirmó: «Todavía no sabemos qué pasará» y admitió que no esperaba el éxito del disco, dado que se trataba de un recopilatorio.

## Lista de canciones

### Edición americana
| N.º | Título                        | Escritor(es)                                             | Duración |  |
| 1.  | «I'm Gonna Be Strong»         | Barry Mann Cynthia Weil                                  | 3:49     |  |
| 2.  | «Girls Just Want to Have Fun» | Robert Hazard                                            | 3:54     |  |
| 3.  | «Money Changes Everything»    | Tom Gray                                                 | 5:01     |  |
| 4.  | «Time After Time»             | Lauper Rob Hyman                                         | 3:59     |  |
| 5.  | «She Bop»                     | Lauper Gary Corbett Rick Chertoff Stephen Broughton Lunt | 3:42     |  |
| 6.  | «All Through the Night»       | Jules Shear                                              | 4:29     |  |
| 7.  | «Change of Heart»             | Lauper Essra Mohawk                                      | 4:24     |  |
| 8.  | «True Colors»                 | Billy Steinberg Tom Kelly                                | 3:47     |  |
| 9.  | «What's Going On»             | Marvin Gaye Al Cleveland Renaldo Benson                  | 3:51     |  |
| 10. | «I Drove All Night»           | Billy Steinberg Tom Kelly                                | 4:11     |  |
| 11. | «That's What I Think»         | Lauper Allee Willis Eric Bazilian Rob Hyman              | 4:17     |  |
| 12. | «Sally's Pigeons»             | Lauper Mary Chapin Carpenter                             | 3:45     |  |
| 13. | «Hey Now»                     | Lolly Vegas Hazard                                       | 3:52     |  |
| 14. | «Come On Home»                | Lauper Jan Pulsford                                      | 5:29     |  |

### Edición japonesa
| N.º | Título                                    | Escritor(es)                                             | Duración |  |
| 1.  | «I'm Gonna Be Strong»                     | Barry Mann Cynthia Weil                                  | 3:49     |  |
| 2.  | «Girls Just Want to Have Fun»             | Robert Hazard                                            | 3:54     |  |
| 3.  | «Money Changes Everything»                | Tom Gray                                                 | 5:01     |  |
| 4.  | «Time After Time»                         | Lauper Rob Hyman                                         | 3:59     |  |
| 5.  | «She Bop»                                 | Lauper Gary Corbett Rick Chertoff Stephen Broughton Lunt | 3:42     |  |
| 6.  | «All Through the Night»                   | Jules Shear                                              | 4:29     |  |
| 7.  | «Change of Heart»                         | Lauper Essra Mohawk                                      | 4:24     |  |
| 8.  | «True Colors»                             | Billy Steinberg Tom Kelly                                | 3:47     |  |
| 9.  | «What's Going On»                         | Marvin Gaye Al Cleveland Renaldo Benson                  | 3:51     |  |
| 10. | «I Drove All Night»                       | Billy Steinberg Tom Kelly                                | 4:11     |  |
| 11. | «The World is Stone»                      | Luc Plamondon Michel Berger Tim Rice                     | 4:25     |  |
| 12. | «Who Let In The Rain»                     | Lauper Willis                                            | 4:37     |  |
| 13. | «That's What I Think»                     | Lauper Allee Willis Eric Bazilian Rob Hyman              | 4:17     |  |
| 14. | «Sally's Pigeons»                         | Lauper Mary Chapin Carpenter                             | 3:45     |  |
| 15. | «Hey Now»                                 | Lolly Vegas Hazard                                       | 3:52     |  |
| 16. | «Come On Home»                            | Lauper Jan Pulsford                                      | 5:29     |  |
| 17. | «Hole in My Heart (All the Way to China)» | Richard Orange                                           | 4:03     |  |

## Posicionamiento en listas
| País/Continente | Lista (1994)             | Posición |
| --------------- | ------------------------ | -------- |
| Alemania        | GfK Entertainment Charts | 12       |
| Australia       | ARIA Charts              | 25       |
| Austria         | Ö3 Austria Top 40        | 18       |
| Chile           | IFPI                     | 4        |
| Dinamarca       | IFPI Dinamarca           | 8        |
| Estados Unidos  | Billboard 200            | 81       |
| Europa          | European Top 100 Albums  | 8        |
| Finlandia       | Suomen virallinen lista  | 17       |
| Francia         | SNEP                     | 15       |
| Irlanda         | IRMA                     | 6        |
| Japón           | Oricon                   | 9        |
| Nueva Zelanda   | Recorded Music NZ        | 6        |
| Países Bajos    | Dutch Charts             | 38       |
| Reino Unido     | UK Albums Charts         | 2        |
| Sudáfrica       | RISA                     | 3        |
| Suiza           | Schweizer Hitparade      | 7        |

| País        | Lista (1994)     | Posición |
| ----------- | ---------------- | -------- |
| Reino Unido | UK Albums Charts | 22       |

## Certificaciones
| País           | Organismo certificador | Certificación | Ventas certificadas | Simbolización | Ref.         |
| -------------- | ---------------------- | ------------- | ------------------- | ------------- | ------------ |
| Australia      | ARIA                   | Oro           | 35 000              | ●             | [ 27 ]       |
| Brasil         | Pro-Música Brasil      | Oro           | 100 000             | ●             | [ 25 ]       |
| Estados Unidos | RIAA                   | Oro           | 500 000             | ●             | [ 23 ]       |
| Francia        | SNEP                   | 2× Oro        | 200 000             | ●             | [ 46 ]       |
| Japón          | RIAJ                   | 3× Platino    | 600 000             | 3▲            | [ 36 ] [ 1 ] |
| Nueva Zelanda  | RMNZ                   | Oro           | 7 500               | ●             | [ 32 ]       |
| Reino Unido    | BPI                    | 2× Platino    | 600 000             | 2▲            | [ 38 ] [ 1 ] |
| Sudáfrica      | RISA                   | Oro           | 100 000             | ●             | [ 37 ]       |
| Suiza          | IFPI (Suiza)           | Oro           | 25 000              | ●             | [ 47 ]       |

## Créditos y personal
- Cyndi Lauper: voz, coros
- Stacy Drummond: director de arte
- Michelle Willems: diseño
- Kim Stringfellow : fotografía
- Laura Wills: estilista
- Jody Morlock: maquillaje

Créditos adaptados desde las notas de Twelve Deadly Cyns... and Then Some.